# Big Time (C. C. Catch-dal)
A Big Time című kislemez a német-holland C.C.Catch 1 kimásolt kislemeze a Hear What I Say című albumról. A dal csupán a német kislemezlistára került fel. A dalt a Metronome lemezkiadó adta ki 7 inches kislemez, illetve 12-es bakelit, és Maxi CD formátumban. Ez az első dal, melynek a producere nem Dieter Bohlen volt, hanem teljesen új szerzők szerezték a dalt, és ezáltal az album munkálataiban is ők vettek részt.

## Tracklista
12" Maxi
Német kiadás (Metronome 889 893-1)
1. "Big Time2 (Remix) – 6:45 remix: David Clayton, Joe Dworniak
2. "Feels Like Heaven" – 5:12
3. "Big Time" (Radio Version) – 3:45

7" kislemez
Német kiadás (Metronome 889 892-7)
1. "Big Time" – 3:45
2. "Feels Like Heaven" – 5:12

## Slágerlista
| Slágerlista (1989) | Legmagasabb helyezés |
| ------------------ | -------------------- |
| Németország        | 26                   |